# Aleksandyr Nikołow
Aleksandyr Nikołow (bułg. Александър Николов, ur. 4 marca 1940) – bułgarski bokser, medalista igrzysk olimpijskich w 1964.
Zdobył brązowy medal  w wadze półciężkiej (do 81 kg) na igrzyskach olimpijskich w 1964 w Tokio, gdzie pokonał Bernarda Thébaulta z Francji przez techniczny nokaut w 1. rundzie i Sayeda Mersala z Egiptu, a w półfinale został pokonany przez Cosimo Pinto z Włoch.
Później był sędzią bokserskim. Sędziował walki na igrzyskach olimpijskich w 1992 w Barcelonie.